# گومیورن
گومیورن (به لاتین: Gumihorn) یک کوه در سوئیس است که در Interlaken-Oberhasli administrative district واقع شده‌است. گومیورن ۲٬۰۹۹ متر بالاتر از سطح دریا واقع شده‌است.